# Enric Duran i Giralt
Enric Duran i Giralt   (Vilanova i la Geltrú, 23 d'abril de 1976) és un economista i activista català implicat en la Consulta per l'abolició del deute extern (1999/2000), el Moviment de Resistència Global (2000/2002), la Campanya contra el Banc Mundial (2001) i la Campanya contra l'Europa del Capital, la Crisi i la Guerra (2002). Ha estat impulsor de projectes com l'agència de notícies liberinfo.net (2002), de l'Infoespai de la Vila de Gràcia (2003-2007), de Temps de Re-voltes (2008), de la Cooperativa Integral Catalana (des de 2010) i de FairCoop (des de 2014).
L'any 2008 va anunciar que s'havia apropiat d'una quantitat important de diners de les entitats bancàries com una forma de denúncia del sistema financer i les seves pràctiques especulatives.

## Trajectòria

### Desobediència a la banca i publicació deCrisi
El dia 17 de setembre de 2008 anuncià que s'havia «reapropiat» de 492.000 € de 39 entitats financeres, que va destinar a editar i distribuir els 200.000 exemplars de la publicació Crisi, així com a finançar projectes transformadors dels moviments socials catalans. Ell mateix qualificà aquesta acció, a la que donà publicitat i difusió i tingué repercussió en els mitjans de comunicació internacionals, com a forma de desobediència civil no violenta. Es tracta d'una fusió de la tradició desobedient amb la pràctica d'atracar bancs de grups i persones anarquistes com Los Solidarios, Buenaventura Durruti, Quico Sabaté o Salvador Puig Antich i la pràctica expropiadora de Lucio Urtubia però adaptada al capitalisme globalitzat del segle xxi, sense violència i aprofitant la primacia que pels bancs té en la concessió de crèdit enfront d'altres aspectes com el control del risc d'impagament. Per aquesta acció se l'ha conegut com a Robin dels bancs.
A la publicació Crisi, Duran destaca, entre les motivacions que el portaren a planificar i executar aquesta acció, la teoria del decreixement així com els arguments exposats al documental Money as debt (2006) del cineasta canadenc Paul Grignon, on s'explica el funcionament de les entitats bancàries i concretament la manera com es crea el diner a partir de la generació de deute.
Des d'aquell dia 17 de setembre, Duran es trobava en un indret desconegut a l'Amèrica Llatina esperant la denúncia d'alguns dels 39 bancs afectats, i, en funció d'això, decidir si s'entregava. A la vegada, a Crisi realitzà una crida a la continuat de la seva acció mitjançant el boicot social als bancs retirant-ne els dipòsits i/o deixant de pagar els deutes contrets.

### Detenció i primeres imputacions
Posteriorment, en una sèrie de comunicats, Duran va anunciar que tornaria a Catalunya el 17 de març de 2009 malgrat les denúncies interposades per diverses entitats financeres. La seva intenció era participar, sis mesos després de fer pública la seva acció, en les eventuals respostes que es donessin per part dels moviments socials i la societat a l'aprofundiment de la crisi econòmica.
El dia 17 de març de 2009 va ser detingut pels Mossos d'Esquadra. La detenció es va produir en l'edifici històric de la Universitat de Barcelona el dia abans del polèmic desallotjament de l'estudiantat contrari al Procés de Bolonya per part de la policia catalana. Dos dies després, el jutjat número 29 de Barcelona va decretar presó sense fiança per a Duran. Al cap de dos mesos a la presó de Brians, però, va sortir-ne pagant una fiança de 50.000 euros.
El novembre de 2011 es va presentar per primera vegada davant d'un jutge civil demanant la nul·litat d'un contracte amb el BBVA. Durant el mateix mes la fiscalia va demanar 8 anys de presó per ell, acusant-lo d'un delicte continuat de falsedat documental i d'insolvència punible. Va ser condemnat a retornar a l'entitat 24.000 euros.

### Publicació dePodem!
Podem! és una publicació que va sortir al carrer el 17 de març de 2009 de les mans del Col·lectiu Crisi com a suport a l'acció d'Enric Duran de desobediència al poder bancari. En aquesta publicació s'informa sobre el perquè de la crisi financera mundial iniciada el 2007, es plantegen diverses alternatives per a fer-li front i s'encoratja a crear espais d'organització social que protegeixin les persones.
Les alternatives que es plantegen a la publicació són les cooperatives integrals, la banca ètica i banca sense interessos, un model cooperatiu d'habitatge de cessió d'ús, l'autogestió de la salut, el consum conscient i ecològic, l'educació llibertària i la Xarxa de Solidaritat Activa Contra els Desnonaments.

### Procés judicial
El 7 de febrer de 2013, Duran sol·licità la suspensió del seu judici previst per al 12 de febrer, al·legant diferències amb el seu advocat. Explicà que va estar informat només tres setmanes abans de la data prevista per al judici i de la resposta a les proves presentades (amb tots els testimonis rebutjats) que havia estat publicada el 4 d'octubre. Davant la impossibilitat d'aclarir aquesta situació amb el seu advocat, acordaren que ell també presentaria la seva renúncia.
El 8 de febrer, l'Audiència Provincial de Barcelona rebutjà la sol·licitud d'ajornament del judici i la renúncia presentada per l'advocat defensor, per considerar que la petició buscava evitar l'enjudiciament. El 9 de febrer s'inicià una campanya de recollida de signatures demanant a l'Audiència Provincial, a la Fiscalia de l'Estat i a les 14 entitats bancàries, a favor de l'absolució d'Enric Duran. Duran tornà a dirigir-se a l'Audiència amb un escrit publicat l'11 de febrer a fi d'insistir en la seva petició de suspensió i ampliar les argumentacions que justificaven aquesta petició.
Duran no es presentà al judici que havia de començar el dia 12 de febrer i se'n va anar a l'exili. Hi envià un apoderat, l'activista Xavier Borràs, que lliurà al tribunal un comunicat en què Duran justificava la seva incompareixença. Un amic de l'activista va llegir a les portes de l'Audiència aquest mateix comunicat, en què al·legà que s'estava vulnerant el seu dret a la defensa i se'l prejutjava quan no li permeten demostrar la seva argumentació amb els testimonis que «havien estat escollits pels seus coneixements i experiència», a més d'explicar que l'apropiació dels diners va ser motivada per un «estat de necessitat» que provenia del fet de conèixer informació fefaent que, ja l'any 2005, el crèdit bancari sense control acabaria en una gran crisi econòmica que s'acarnissaria en contra dels drets socials de la majoria de la població.
La Fiscalia i els advocats de les entitats denunciants van sol·licitar la crida i cerca de Duran, mentre el seu advocat insistí en que el tribunal havia d'acceptar la renúncia com a lletrat defensor que havia presentat uns dies abans. L'advocat de l'acusat reprovà l'estratègia del seu defensat i va reconèixer que no se sentia a gust defensant-lo, però coincidia amb el seu client a sol·licitar la suspensió del procés per considerar que Duran no comptava amb les mínimes garanties.

### Empresonament a França
Després de dotze anys a l'exili fora de Catalunya, Enric Duran fou detingut el dia 10 de juny de 2024 i empresonat el 12 de juny al centre penitenciari d'Osny, a la rodalia de París, presumptament per haver fet intercanvis d'euros a criptomonedes amb una persona que hauria enviat diners provinents d'un frau de comerç electrònic. Enric Duran i el seu grup de suport denunciaren reiteradament que es tractava d'un muntatge «ple d'errors judicials». Al llarg del seu empresonament se li imposà un règim de presó preventiva, tancat 22 hores a la cel·la, les comunicacions intervingudes, així com la impossibilitat de consultar llibres de la biblioteca.
Després d'una any en presó preventiva, el 29 de maig de 2025 quedà en llibertat sota vigilància policial havent de signar cada setmana, a l'espera de judici, a la vegada que era acusat de blanqueig de diners per a una banda d'estafadors en intercanvis de criptomonedes, fet que ell nega i ho considera una venjança després de la prescripció, la primavera del 2023, de la seva acció contra els bancs.

## Obra publicada
- Abolim la banca. Testimoni d'un activista que ha desafiat el poder.  Ara Llibres, 2009. ISBN 9788492552627.

## Filmografia
- Robin Bank (2022), d'Anna Giralt[16]